# Фильмография Роберта Родригеса

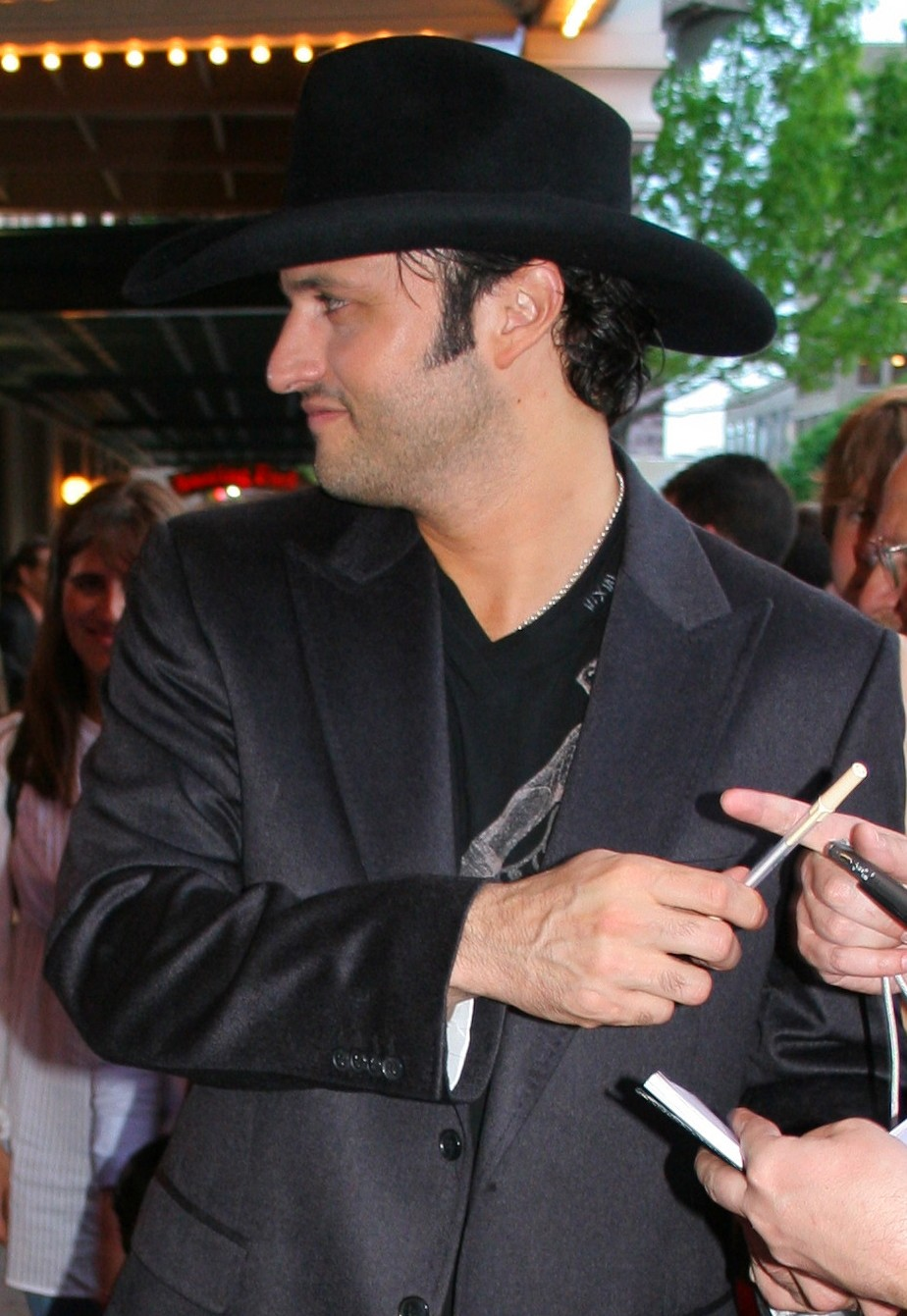
Роберт Родригес на премьере «Грайндхауса».

Роберт Энтони Родригес (англ. Robert Anthony Rodriguez; род. 1968) — американский кинорежиссёр, сценарист, продюсер, оператор, композитор и художник по спецэффектам, занесённый в Книгу рекордов Гиннесса как самый самый разносторонний деятель кинематографа.
Его первой работой стал короткометражный фильм «Бэдхэд», который он снял в 1991 году. Фильм открыл ему дорогу в успешное будущее. Его вторым фильмом стал знаменитый «Музыкант» с бюджетом всего в $7 000 и вышедший на экраны 1992 году. Этот фильм принёс начинающему режиссёру широкую известность и положил начало «Мексиканской трилогии», в которую вошли ещё два фильма Родригеса: «Отчаянный» (1995) и «Однажды в Мексике» (2003).
Среди остальных его работ наиболее известны фильмы «От заката до рассвета» (1996) и «Город грехов» (2005), а также проект «Грайндхаус» и серия фильмов «Дети шпионов» (2001—2011).
Роберт Родригес во многом работает вместе со своим хорошим другом — режиссёром Квентином Тарантино. Их наиболее известными совместными работами считаются тот же «Грайндхаус», а также комедия «Четыре комнаты» (1995).
Помимо карьеры режиссёра, сценариста и продюсера, Родригес является музыкантом и членом группы «Chingon».

## Фильмография
| Год         | Фильм                                                       | Работа   | Работа         | Работа    | Работа     | Работа   | Работа   | Работа |
| Год         | Фильм                                                       | Режиссёр | Продюсер       | Сценарист | Композитор | Оператор | Монтажёр | Другое |
| ----------- | ----------------------------------------------------------- | -------- | -------------- | --------- | ---------- | -------- | -------- | ------ |
| 1991        | «Бэдхэд»                                                    | Да       |                | Да        | Да         | Да       |          |        |
| 1992        | «Музыкант»                                                  | Да       | Да             | Да        |            | Да       | Да       |        |
| 1994        | «Гонщики»                                                   | Да       |                | Да        |            |          | Да       |        |
| 1995        | «Отчаянный»                                                 | Да       | Да             | Да        |            |          | Да       |        |
| 1995        | «Четыре комнаты»                                            | Да       |                | Да        |            |          | Да       |        |
| 1996        | «От заката до рассвета»                                     | Да       | исполнительный |           |            |          | Да       |        |
| 1997        | «Буги изо всех сил»                                         |          |                |           |            |          |          | Да     |
| 1998        | «От заката до рассвета 2: Кровавые деньги Техаса»           |          | исполнительный |           |            |          |          |        |
| 1998        | «Факультет»                                                 | Да       | нет в титрах   |           |            |          | Да       |        |
| 1999        | «От заката до рассвета 3: Дочь палача»                      |          | исполнительный | Да        |            |          |          |        |
| 2001        | «Дети шпионов»                                              | Да       | Да             | Да        | Да         |          | Да       | Да     |
| 2002        | «Дети шпионов 2: Остров несбывшихся надежд»                 | Да       | Да             | Да        | Да         | Да       | Да       | Да     |
| 2003        | «Однажды в Мексике»                                         | Да       | Да             | Да        | Да         | Да       | Да       | Да     |
| 2003        | «Дети шпионов 3: Игра окончена»                             | Да       | Да             | Да        | Да         | Да       | Да       | Да     |
| 2004        | «Убить Билла. Фильм 2»                                      |          |                |           | Да         |          |          |        |
| 2005        | «Приключения Шаркбоя и Лавы»                                | Да       | Да             | Да        | Да         | Да       | Да       | Да     |
| 2005        | «Город грехов»                                              | Да       | Да             | Да        | Да         | Да       | Да       | Да     |
| 2007        | «Грайндхаус»                                                | Да       | Да             | Да        | Да         | Да       | Да       | Да     |
| 2007        | «Доказательство смерти»                                     |          | Да             |           |            |          |          |        |
| 2007        | «Планета страха»                                            | Да       | Да             | Да        | Да         | Да       | Да       | Да     |
| 2008        | «После смерти: Жизнь и кино Джорджа Ромеро»                 |          |                |           |            |          |          | Да     |
| 2009        | «Камень желаний»                                            | Да       | Да             | Да        | Да         | Да       | Да       | Да     |
| 2010        | «Хищники»                                                   |          | Да             |           |            |          |          | Да     |
| 2010        | «Мачете»                                                    | Да       | Да             | Да        | Да         |          | Да       |        |
| 2011        | «Дети шпионов 4D»                                           | Да       | Да             | Да        | Да         | Да       | Да       |        |
| 2013        | «Мачете убивает»                                            | Да       | Да             | Да        | Да         | Да       | Да       |        |
| 2014        | «Город грехов 2: Женщина, ради которой стоит убивать»       | Да       | Да             |           | Да         | Да       | Да       |        |
| 2015        | «100 лет» (выйдет в 2115)                                   |          |                |           |            |          |          |        |
| 2018        | «Красный 11»                                                | Да       |                | Да        |            |          |          |        |
| 2019        | «Алита: Боевой ангел»                                       | Да       | Да             |           |            |          |          |        |
| 2019        | «UglyDolls. Куклы с характером»                             |          | Да             | Сюжет     |            |          |          |        |
| 2020        | «Мы можем стать героями»                                    | Да       | Да             | Да        |            |          |          |        |
| 2020        | «Мандалорец» (сериал, Глава 14: Трагедия)                   | Да       |                |           |            |          |          |        |
| 2021        | «Счастливее, чем когда-либо: Любовное письмо Лос-Анджелесу» | Да       |                |           |            |          |          |        |
| 2021 - 2022 | «Книга Бобы Фетта» (сериал, эпизоды 1, 3 и 7)               | Да       | Да             |           |            |          |          | Да     |
| 2023        | «Гипнотик»                                                  | Да       | Да             | Да        |            | Да       | Да       |        |
| 2023        | «Дети шпионов: Армагеддон»                                  | Да       | Да             | Да        | Да         | Да       | Да       | Да     |

## Сотрудничество с актёрами
- Сальма Хайек — «Гонщики», «Отчаянный», «Четыре комнаты», «От заката до рассвета», «Факультет», «Дети шпионов 3: Игра окончена», «Однажды в Мексике»
- Дэнни Трехо — «Отчаянный», «От заката до рассвета», «Дети шпионов», «Дети шпионов 2: Остров несбывшихся надежд», «Дети шпионов 3: Игра окончена», «Однажды в Мексике», «Мачете», «Дети шпионов 4D», «Мачете убивает», «Книга Бобы Фетта».
- Чич Марин — «Отчаянный», «От заката до рассвета», «Дети шпионов», «Дети шпионов 2: Остров несбывшихся надежд», «Дети шпионов 3: Игра окончена», «Однажды в Мексике», «Мачете».
- Антонио Бандерас — «Отчаянный», «Четыре комнаты», «Дети шпионов», «Дети шпионов 2: Остров несбывшихся надежд», «Дети шпионов 3: Игра окончена», «Однажды в Мексике», «Мачете убивает».
- Дэрил Сабара — «Дети шпионов», «Дети шпионов 2: Остров несбывшихся надежд», «Дети шпионов 3: Игра окончена», «Мачете», «Дети шпионов 4D».
- Алекса Вега — «Дети шпионов», «Дети шпионов 2: Остров несбывшихся надежд», «Дети шпионов 3: Игра окончена», «Дети шпионов 4D», «Мачете убивает».
- Карла Гуджино — «Дети шпионов», «Дети шпионов 2: Остров несбывшихся надежд», «Дети шпионов 3: Игра окончена», «Город грехов».
- Квентин Тарантино — «Отчаянный», «От заката до рассвета», «Планета страха».
- Стив Бушеми — «Отчаянный», «Дети шпионов 2: Остров несбывшихся надежд», «Дети шпионов 3: Игра окончена».
- Джордж Клуни — «От заката до рассвета», «Дети шпионов», «Дети шпионов 3: Игра окончена».
- Том Савини — «От заката до рассвета», «Планета страха», «Мачете», «Мачете убивает».
- Элайджа Вуд — «Факультет», «Дети шпионов 3: Игра окончена», «Город грехов».
- Джессика Альба — «Город грехов», «Мачете», «Дети шпионов 4D», «Город грехов 2», «Мачете убивает».
- Микки Рурк — «Однажды в Мексике», «Город грехов», «Город грехов 2».
- Брюс Уиллис — «Четыре комнаты», «Город грехов», «Планета страха», «Город грехов 2».
- Джош Хартнетт — «Факультет», «Город грехов».
- Джефф Фэйи — «Планета страха», «Мачете».